# تود غودوين
تود غودوين (بالإنجليزية: Tod Goodwin) هو لاعب كرة قدم أمريكية أمريكي، ولد في 5 ديسمبر 1911 في ويلينغ في الولايات المتحدة، وتوفي في 7 يناير 1997.

## وصلات خارجية
- تود غودوين على موقع مرجع كرة القدم المحترفة.كوم (الإنجليزية)